# Pandora (satélite)
Pandora es un satélite de Saturno descubierto en 1980 por la sonda Voyager 1. Físicamente es un cuerpo muy parecido al cercano Prometeo. El nombre de Pandora proviene de la primera mujer en la mitología griega. Junto con Prometeo, ambos son satélites pastores del anillo exterior de Saturno, el Anillo F.
Pandora fue descubierta junto con Prometeo a mediados de 1980 por el equipo de imágenes del Voyager 1. Su nombre temporal fue S/1980 S 26. La circular IAUC 3532 de la unión astronómica internacional (IAU) anunció el descubrimiento de estos dos satélites el 25 de octubre de 1980.
Pandora presenta más cráteres que Prometeo y posee al menos dos cráteres de 30 km de diámetro aunque no terrenos elevados o valles importantes. Dada su baja densidad y elevado albedo parece que Pandora es un cuerpo helado poroso. Debido a las pocas observaciones presentes de estos dos objetos muchos de estos datos permanecen por ser confirmados.

## Referencias

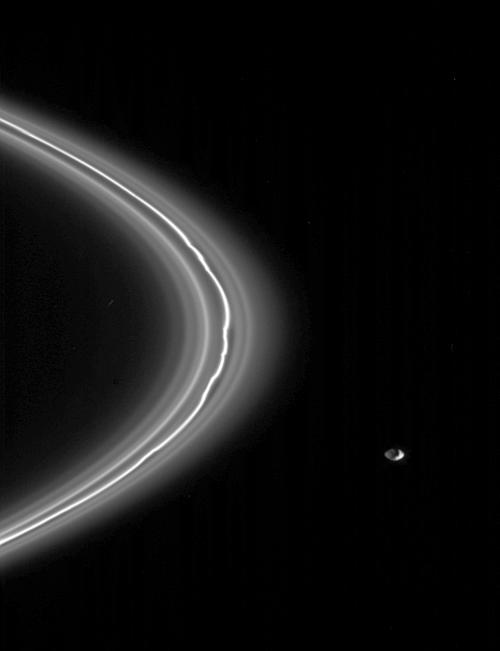
Imagen de Pandora que con solo 84 km, es capaz de causar ondas en el anillo F. Foto tomada por la nave Cassini.